# 18 czerwca
18 czerwca jest 169. (w latach przestępnych 170.) dniem w kalendarzu gregoriańskim. Do końca roku pozostaje 196 dni.

## Święta
- Imieniny obchodzą: Amand, Amanda, Drogomysł, Drogoradz, Drohobysz, Dzirżysława, Efrem, Elżbieta, Emil, Eufemiusz, Hipacy, Leoncjusz, Marek, Maryna, Miłobor, Ożanna i Przeborka.
- Wspomnienia i święta w Kościele katolickim[1][2] obchodzą:
  - św. Amand (biskup Bordeaux)
  - św. Elżbieta z Hesji (zakonnica)
  - św. Grzegorz Barbarigo (biskup i kardynał)
  - bł. Hosanna z Mantui (tercjarka)

## Wydarzenia w Polsce
- 1260 – Tczew uzyskał prawa miejskie.
- 1291 – Grudziądz uzyskał prawa miejskie.
- 1325 – Król Władysław I Łokietek zawarł sojusz z książętami zachodniopomorskimi Warcisławem IV i Barnimem III.
- 1434 – W katedrze wawelskiej odbyły się uroczystości pogrzebowe króla Władysława Jagiełły. Mszę żałobną celebrował arcybiskup gnieźnieński Wojciech Jastrzębiec.
- 1574 – Król Henryk III Walezy uciekł do Francji.
- 1586 – Nieświeżowi nadano herb miejski.
- 1649 – Powstanie Chmielnickiego: zwycięstwo wojsk polsko-litewskich nad kozackimi w bitwie pod Zahalem.
- 1657 – Potop szwedzki: po dwuletniej okupacji wojska szwedzkie opuściły Kruszwicę, niszcząc i podpalając miasto.
- 1792 – Wojna polsko-rosyjska: zwycięstwo wojsk polskich w bitwie pod Zieleńcami, po której król Stanisław August Poniatowski ustanowił Order Virtuti Militari, najwyższe polskie odznaczenie wojskowe.
- 1809 – Wojna polsko-austriacka: wojska austriackie odbiły Sandomierz i odniosły zwycięstwo w bitwie pod Zaleszczykami.
- 1844 – Rozpoczęto budowę wiaduktu kolejowego w Bolesławcu.
- 1861 – Car Aleksander II Romanow wydał ukaz ustanawiający w Królestwie Kongresowym Radę Stanu oraz samorząd gubernialny i powiatowy.
- 1863 – Powstanie styczniowe: porażka powstańców w bitwie pod Górami.
- 1878 – Malarz Józef Chełmoński ożenił się z Marią Szymanowską.
- 1905 – Carska policja otworzyła ogień do demonstrujących robotników w Łodzi, zabijając ok. 10 osób.
- 1910 – W Krzekowie pod Szczecinem doszło do pierwszej w historii Niemiec katastrofy lotniczej, której ofiarą była osoba cywilna – wielokrotny mistrz świata i Europy w kolarstwie torowym Thaddäus Robl.
- 1930 – Na Stadionie Olimpijskim we Wrocławiu rozpoczęły się III Igrzyska Niemieckie.
- 1938 – Prezydent RP Ignacy Mościcki dokonał otwarcia nowego gmachu Muzeum Narodowego w Warszawie.
- 1940 – Generalny gubernator Hans Frank wydał rozporządzenie o wznowieniu działalności szkół podstawowych i zawodowych z ograniczonym programem nauczania.
- 1943 – Oddziały Kadry Polski Niepodległej podporządkowały się Armii Krajowej.
- 1945 – Założono klub sportowy Piast Gliwice.
- 1980 – W wyniku eksplozji oparów benzyny na budowanym w gdańskiej Stoczni Północnej statku zginęło 8 osób, a 20 zostało rannych, z czego 10 zmarło później w szpitalach.
- 1984 – W Gdańsku uruchomiono Latarnię Morską Gdańsk Port.
- 1989 – Odbyła się II tura wyborów parlamentarnych.
- 1992 – Rozpoczęła działalność pierwsza polska sieć telefonii komórkowej PTK Centertel.
- 1996 – Powstała Katowicka Specjalna Strefa Ekonomiczna.
- 1997 – Widzew Łódź pokonał Legię Warszawa 3−2 i zapewnił sobie czwarte w swej historii mistrzostwo Polski.
- 1999 – Premiera komediodramatu filmowego Ajlawju w reżyserii Marka Koterskiego.
- 2006 – Koronacja obrazu Matki Boskiej Ursynowskiej Wytrwale Szukającej przez prymasa Józefa Glempa w ramach uwieńczenia posługi w archidiecezji warszawskiej.
- 2011 – Podczas V Pikniku Lotniczego w Płocku w katastrofie swego samolotu zginął pilot Marek Szufa.

## Wydarzenia na świecie

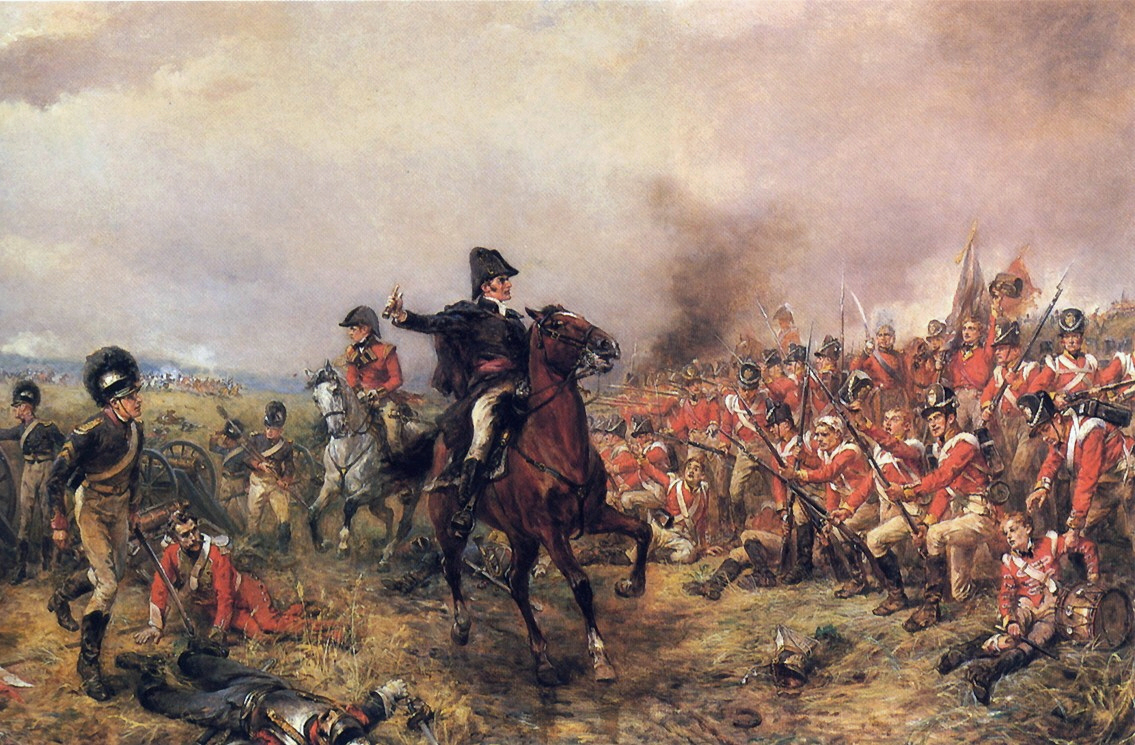
Wellington pod Waterloo – obraz Roberta Alexandra Hillingforda

- 860 – Rusowie po raz pierwszy zaatakowali Konstantynopol.
- 1053 – Zwycięstwo Normanów nad koalicją wojsk papieskich w bitwie pod Civitate.
- 1155 – Fryderyk I Barbarossa został koronowany na cesarza rzymsko-niemieckiego.
- 1178 – Pięciu mnichów z Canterbury było świadkami eksplozji wywołanej prawdopodobnie upadkiem meteorytu na obrzeżu niewidocznej strony będącego tuż po nowiu Księżyca. Śladem po uderzeniu może być krater Giordano Bruno.
- 1264 – W Dublinie zebrał się pierwszy irlandzki parlament.
- 1291 – Jakub II został królem Aragonii.
- 1329 – Została poświęcona Katedra Mariacka w Hamburgu.
- 1363 – Elżbieta Pomorska, czwarta żona Karola IV Luksemburskiego, została koronowana w Pradze na królową Czech.
- 1391 – W bitwie pod Kunduzczą armia Timura Chromego pokonała wojska Złotej Ordy pod wodzą Tochtamysza.
- 1429 – Wojna stuletnia: zwycięstwo wojsk francuskich nad wojskami angielskimi w bitwie pod Patay.
- 1452 – Papież Mikołaj V wydał bullę Dum Diversas, w której zezwolił Portugalii na „atak, podbicie i ujarzmienie Saracenów, pogan i innych wrogów Chrystusa gdziekolwiek byliby znalezieni”.
- 1506 – Król Czech i Węgier Władysław II Jagiellończyk podarował Janowi z Kunovic miasto Uherský Brod.
- 1602 – Irlandzka wojna dziewięcioletnia: wojska angielskie zdobyły po 13-dniowym oblężeniu zamek Dunboy w południowo-zachodniej Irlandii.
- 1623 – Antym II został ekumenicznym patriarchą Konstantynopola.
- 1652 – Został założony zakon boromeuszek.
- 1653 – Ferdynand IV Habsburg został koronowany w Ratyzbonie na króla Niemiec.
- 1713 – Poświęcono protestancki kościół Zofii w Berlinie.
- 1757 – Wojna siedmioletnia: zwycięstwo wojsk austriackich nad pruskimi w bitwie pod Kolinem.
- 1778 – Założono miasto Chersoń na Ukrainie.
- 1793 – Wojny wandejskie: Wielka Armia Katolicka i Królewska zdobyła Angers otwierając sobie drogę na rewolucyjny Paryż, po czym jednak się rozproszyła, a powstańcy wrócili do swych gospodarstw na żniwa.
- 1795 – W południowej Afryce Burowie utworzyli Republikę Swellendam.
- 1807 – VII wojna rosyjsko-turecka: zwycięstwo wojsk rosyjskich nad trzykrotnie liczniejszymi siłami tureckimi w bitwie nad Arpaczajem na terenie obecnej Armenii.
- 1809 – Wojny napoleońskie w Hiszpanii i Portugalii: zwycięstwo wojsk francuskich nad hiszpańskimi w bitwie pod Belchite.
- 1812 – Wybuchła wojna brytyjsko-amerykańska.
- 1815 – 100 dni Napoleona: w bitwie pod Waterloo Napoleon Bonaparte poniósł ostateczną klęskę.
- 1817 – W Londynie otwarto Waterloo Bridge.
- 1821 – W Berlinie odbyła się prapremiera opery Wolny strzelec Carla von Webera.
- 1822 – Wojna o niepodległość Grecji: w odwecie za wymordowanie ok. 20 tys. osób na wyspie Chios Grecy zaatakowali przy użyciu branderów osmański okręt flagowy „Mansur al-liwa”, który zapalił się i eksplodował, w wyniku czego zginęło ok. 2 tys. marynarzy i żołnierzy.
- 1830 – Jozue IV został cesarzem Etiopii.
- 1840 – Cesarz Rosji Mikołaj I Romanow wydał ukaz zakazujący używania w oficjalnych dokumentach słów Białoruś, Litwa oraz białoruski i litewski, wprowadzając w zamian nazwę Terytorium Północno-Zachodnie.
- 1849 – António Bernardo da Costa Cabral został premierem Portugalii.
- 1860 – Została odkryta kometa jednopojawieniowa C/1860 M1 (Wielka Kometa roku 1860).
- 1863 – Powstanie styczniowe na ziemiach zabranych: w Mohylewie rozstrzelano Włodzimierza Korsaka oraz Michała i Jana Mancewiczów.
- 1864 – Wojna secesyjna: na terenie stanu Wirginia Konfederaci odnieśli zwycięstwa w bitwie pod Lynchburgiem i II bitwie pod Petersburgiem.
- 1878:
  - José Jorge Loayza został po raz drugi premierem Peru.
  - Niemiecki astronom Christian Peters odkrył planetoidę (188) Menippe.
- 1887 – Został podpisany niemiecko-rosyjski traktat reasekuracyjny
- 1897 – Został założony Cesarski Uniwersytet w Kioto (Japonia).
- 1900 – powstanie bokserów: W wygłoszonym do powstańców orędziu, cesarzowa Cixi nakazała zabicie wszystkich przebywających w Chinach cudzoziemców w tym, zachodnich dyplomatów oraz ich rodzin.
- 1905 – Géza Fejérváry został premierem Królestwa Węgier.
- 1909 – Bracia Wright zostali odznaczeni Złotymi Medalami Kongresu.
- 1910 – Glendale w Arizonie uzyskało prawa miejskie.
- 1913 – W stoczni w angielskim Barrow-in-Furness zwodowano australijski okręt podwodny HMAS „AE2“.
- 1916 – Paolo Boselli został premierem Włoch.
- 1918 – I wojna światowa: na Morzu Czarnym koło Noworosyjska z obawy przed dostaniem się w ręce Niemców został samozatopiony rosyjski pancernik „Impieratrica Jekatierina Wielikaja”.
- 1919 – Założono kostarykański klub piłkarski LD Alajuelense.
- 1922 – Rząd brytyjski opublikował pod naciskiem palestyńskim pierwszą tzw. „Białą Księgę”, ograniczającą żydowską emigrację do Palestyny.
- 1923 – Białoruskie miasto Ihumeń przemianowano na Czerwień.
- 1927 – Zhang Zuolin został przewodniczącym rządu Republiki Chińskiej,
- 1928:
  - Amerykanka Amelia Earhart została (jako pasażerka) pierwszą kobietą która przeleciała samolotem nad Atlantykiem.
  - Norweski badacz polarny Roald Amundsen zaginął bez śladu w Arktyce.
- 1934 – Kongres Stanów Zjednoczonych uchwalił ustawę o reorganizacji Indian.
- 1935 – Wielka Brytania i Niemcy zawarły porozumienie morskie.
- 1937 – Rekordowy przelot samolotem ANT-25 trasą: Moskwa-biegun północny-Portland (USA)[3]
- 1940:
  - II wojna światowa w Afryce: armia włoska rozpoczęła inwazję na Somali Francuskie.
  - Gen. Charles de Gaulle wygłosił na antenie radia BBC przemówienie do narodu francuskiego, w którym wezwał do walki z niemieckim okupantem.
  - Kampania francuska: w wyniku niemieckiego bombardowania stacji kolejowej w Thouars zginęło i zmarło z ran 36 polskich żołnierzy, w tym 28 oficerów.
  - Kampania francuska: zwycięstwem Niemców zakończyła się bitwa pod Lagarde, w której udział wzięła 1. Dywizja Grenadierów gen. Bronisława Ducha.
- 1941:
  - Bitwa o Atlantyk: niemiecki okręt podwodny U-138 został wykryty i zatopiony bombami głębinowymi koło przylądka Trafalgar przez niszczyciele HMS „Faulknor”, „Fearless”(inne języki), „Forester” (H74)(inne języki), „Foresight”(inne języki) i „Foxhound”(inne języki). Cała załoga została uratowana.
  - Turcja zawarła traktat o przyjaźni i nieagresji z III Rzeszą, formalnie zachowując neutralność.
- 1942 – W otoczonym soborze Świętych Cyryla i Metodego w Pradze zginęło w walce z Niemcami 7 ukrywających się tam uczestników zamachu na Reinharda Heydricha.
- 1943 – Papież Pius XII utworzył metropolię La Paz w Boliwii.
- 1944:
  - Bitwa o Atlantyk: niemiecki okręt podwodny U-767 został zatopiony bombami głębinowymi na kanale La Manche przez niszczyciele HMS „Fame”, HMS „Inconstant” i HMS „Havelock”, w wyniku czego zginęło 49 spośród 50 członków załogi.
  - Front zachodni: niemiecki samolot-pocisk V-1 uderzył podczas porannego nabożeństwa w kaplicę w koszarach w londyńskiej dzielnicy Westminster, w wyniku czego zginęło 121 osób, a 141 zostało rannych.
  - Ivanoe Bonomi został po raz drugi premierem Włoch.
- 1945:
  - W Moskwie rozpoczął się pokazowy proces polityczny szesnastu przywódców Polskiego Państwa Podziemnego.
  - Wojna na Pacyfiku: filipińska wyspa Mindanao została wyzwolona spod okupacji japońskiej; u wybrzeży Japonii został zatopiony bombami głębinowymi amerykański okręt podwodny USS „Bonefish” wraz z całą, 85-osobową załogą.
- 1946 – W Bogocie założono klub piłkarski Millonarios FC.
- 1949 – Startujący w wadze muszej Janusz Kasperczak został w Oslo pierwszym po wojnie polskim mistrzem Europy w boksie.
- 1951 – I wojna indochińska: zwycięstwem wojsk francuskich nad Việt Minhem zakończyła się bitwa nad rzeką Đáy.
- 1953:
  - Egipt został proklamowany republiką. Pierwszym prezydentem kraju został gen. Muhammad Nadżib.
  - W katastrofie amerykańskiego wojskowego samolotu transportowego Douglas C-124 Globemaster II pod Tokio zginęło 129 osób.
- 1954:
  - Pierre Mendès France został premierem Francji.
  - W ramach akcji zorganizowanej przez CIA oddziały emigrantów wkroczyły z terytorium Hondurasu do Gwatemali w celu obalenia lewicującego prezydenta płka Jacobo Arbenza Guzmána.
- 1961:
  - Rozpoczęły się trwające dokładnie 4 lata objawienia Maryi i Michała Archanioła w hiszpańskim San Sebastián de Garabandal.
  - W fińskim mieście Parola otwarto Muzeum Czołgów.
  - W przeprowadzonym przez OAS zamachu bombowym na pociąg ekspresowy relacji Strasburg-Paryż zginęło 28 osób, a ponad 100 zostało rannych.
- 1965:
  - Odbył się pierwszy start amerykańskiej rakiety nośnej Titan 3C.
  - Wojna wietnamska: z wyspy Guam wystartowało 27 bombowców B-52 rozpoczynając bombardowania Wietnamu Północnego i pozycji Wietkongu w ramach operacji „Arc Light”.
- 1967 – Jimi Hendrix wystąpił na Festiwalu w Monterey w Kalifornii.
- 1968:
  - Dokonano oblotu radzieckiego samolotu rozpoznawczego Tu-142.
  - W Czechosłowacji rozpoczęły się ćwiczenie frontowo-sztabowe „Szumawa” z udziałem wojsk czechosłowackich, radzieckich, polskich i węgierskich, które były próbą generalną wojsk Układu Warszawskiego przed rozpoczętą 20 sierpnia operacją zdławienia Praskiej Wiosny.
- 1970 – Gen. Roberto Marcelo Levingston został prezydentem Argentyny.
- 1971 – Rozpoczęły działalność amerykańskie Southwest Airlines.
- 1972:
  - 118 osób zginęło na przedmieściach Staines-upon-Thames w katastrofie lecącego z Londynu do Brukseli samolotu Hawker Siddeley Trident linii British European Airways.
  - Reprezentacja RFN pokonała ZSRR 3:0 w rozegranym na Stadionie Heysel w Brukseli finale IV Mistrzostw Europy w Piłce Nożnej.
- 1974 – Zachodnioniemiecki Bundestag zalegalizował aborcję na żądanie w pierwszych trzech miesiącach ciąży.
- 1975 – W Rijadzie został publicznie ścięty emir Fajsal ibn Musa’id, skazany na śmierć za zastrzelenie w marcu tego roku swego stryja, króla Arabii Saudyjskiej Fajsala.
- 1978 – Na piłkarskich Mistrzostwach Świata w Argentynie Polska pokonała na Estadio Ciudad de Mendoza w Mendozie Peru 1:0.
- 1979 – W Wiedniu podpisano układ SALT II pomiędzy ZSRR i Stanami Zjednoczonymi.
- 1981 – Dokonano oblotu amerykańskiego bombowca odrzutowego Lockheed F-117 Nighthawk.
- 1983 – Sally Ride została pierwszą Amerykanką w przestrzeni kosmicznej jako członek załogi wahadłowca Challenger w ramach misji STS-7.
- 1985 – Premiera peruwiańskiego filmu Miasto i psy w reżyserii Francisca J. Lombardiego.
- 1986 – 25 osób zginęło w zderzeniu samolotu pasażerskiego de Havilland Canada DHC-6 Twin Otter z helikopterem Bell 206 nad Parkiem Narodowym Wielkiego Kanionu w amerykańskim stanie Arizona.
- 1988 – Premier Turcji Turgut Özal został postrzelony podczas spotkania partyjnego w Ankarze.
- 1990 – Założono Uniwersytet Pompeu Fabry w Barcelonie.
- 1993 – Premiera filmu sensacyjnego Bohater ostatniej akcji w reżyserii Johna McTiernana.
- 1994 – Terroryści z Oddziałów Ochotników Ulsteru (UVF) otworzyli ogień do klientów pubu w Loughinisland w Irlandii Północnej, zabijając 6 i raniąc 5 osób.
- 1996:
  - Binjamin Netanjahu został premierem Izraela.
  - Przyjęto nowy wzór flagi Seszeli.
- 2000 – Etiopia i Erytrea uzgodniły w czasie negocjacji pokojowych w Algierze zawarcie porozumienia kończącego wojnę graniczną między nimi.
- 2002 – 19 osób zginęło, a 74 zostały ranne w dokonanym przez palestyńskiego terrorystę samobójczym zamachu bombowym na autobus w Jerozolimie.
- 2004 – Rada Europejska zatwierdziła projekt Konstytucji dla Europy.
- 2006 – W referendum w Katalonii zatwierdzono nowy statut autonomii prowincji.
- 2009:
  - Cachiagijn Elbegdordż został prezydentem Mongolii.
  - Wystrzelono amerykańską sondę księżycową Lunar Reconnaissance Orbiter.
- 2013:
  - 28 osób zginęło, a ponad 60 zostało rannych w samobójczym zamachu bombowym w trakcie pogrzebu w mieście Mardan w północnym Pakistanie.
  - W stolicy Burkina Faso Wagadugu podpisano porozumienie w sprawie zakończenia wojny domowej w Mali (zerwane w listopadzie tego roku).
- 2014:
  - 21 osób zginęło, a 27 zostało rannych w mieście Damaturu w północno-zachodniej Nigerii w zamachu bombowym na lokal, w którym kibice oglądali mecz piłkarskich Mistrzostw Świata.
  - Były prezydent Turcji gen. Kenan Evren i były dowódca sił powietrznych gen. Tahsin Şahinkaya zostali skazani na kary dożywotniego pozbawienia wolności za przeprowadzenie zamachu stanu w roku 1980.
- 2015 – Lionel Zinsou został premierem Beninu.
- 2020 – Gen. Evariste Ndayishimiye został prezydentem Burundi.
- 2023 – Podczas wyprawy do wraku „Titanica” doszło do implozji łodzi podwodnej „Titan” obsługiwanej przez firmę OceanGate, w wyniku czego zginęło wszystkich 5 osób na pokładzie.[4].

## Urodzili się
- 1294 – Karol IV Piękny, król Francji i Nawarry (zm. 1328)
- 1332 – Jan V Paleolog, cesarz bizantyński (zm. 1391)
- 1466 – Ottaviano Petrucci, włoski drukarz, wydawca (zm. 1539)
- 1489 – Francesco Maria Molza, włoski poeta, humanista (zm. 1544)[potrzebny przypis]
- 1511 – Bartolomeo Ammanati, włoski rzeźbiarz, architekt (zm. 1592)
- 1517 – Ōgimachi, cesarz Japonii (zm. 1593)[potrzebny przypis]
- 1521 – Maria, infantka portugalska, księżna Viseu (zm. 1577)
- 1621 – (data chrztu) Allart van Everdingen, holenderski malarz (zm. 1675)
- 1662 – Charles FitzRoy, angielski arystokrata (zm. 1730)[potrzebny przypis]
- 1666 – Joanna Delanoue, francuska zakonnica, święta (zm. 1736)
- 1673 – Antonio de Literes, hiszpański kompozytor (zm. 1747)
- 1677 – Antonio Maria Bononcini, włoski wiolonczelista, kompozytor (zm. 1726)
- 1681 – Teofan (Prokopowicz), rosyjski biskup prawosławny, teolog, polityk, prozaik, poeta (zm. 1736)
- 1716 – Joseph-Marie Vien, francuski malarz (zm. 1809)
- 1743 – Ignazio Gaetano Boncompagni-Ludovisi, włoski kardynał (zm. 1790)
- 1754 – Anna Maria Lenngren, szwedzka poetka (zm. 1817)
- 1757:
  - Ignaz Pleyel, austriacki kompozytor (zm. 1831)
  - Gervasio Antonio de Posadas, argentyński polityk, prezydent Argentyny (zm. 1833)
- 1763 – Johann Philipp von Stadion, austriacki książę, dyplomata, polityk (zm. 1824)
- 1769 – Robert Stewart, brytyjski arystokrata, polityk (zm. 1822)
- 1774 – Paweł Stroganow, rosyjski generał dywizji, polityk (zm. 1817)
- 1788 – Carl Sigismund Kunth, niemiecki botanik (zm. 1850)
- 1793 – Piotr Paweł Szymański, polski duchowny katolicki, biskup podlaski (zm. 1868)
- 1799:
  - William Lassell, brytyjski astronom (zm. 1880)
  - Prosper Ménière, francuski lekarz (zm. 1862)
- 1803 – Robert Walter Weir, amerykański malarz, ilustrator (zm. 1889)
- 1806 – Michał Wołłowicz, polski szlachcic, hrabia, działacz niepodległościowy i emigracyjny (zm. 1833)
- 1811 – Frances Sargent Osgood, amerykańska poetka (zm. 1850)
- 1812 – Iwan Gonczarow, rosyjski pisarz (zm. 1891)
- 1813 – Adolf Ignacy Skarbek-Malczewski, polski oficer, uczestnik powstania listopadowego i wielkopolskiego (zm. 1887)
- 1816 – Jang Bahadur Rana, nepalski polityk, premier Nepalu (zm. 1877)
- 1820 – Adolf Kudasiewicz, polski językoznawca, pedagog (zm. 1865)
- 1827 – Gustaw Bernadotte, książę szwedzki i norweski, kompozytor (zm. 1852)
- 1831 – Edwin Oppler, niemiecki architekt pochodzenia żydowskiego (zm. 1880)
- 1835 – (lub 30 września) Adolf Kozieradzki, polski śpiewak (bas) i reżyser operowy (zm. 1901)
- 1840 – Hugo von Wilamowitz-Moellendorff, niemiecki ziemianin, polityk (zm. 1905)
- 1842:
  - António Mendes Bello, portugalski duchowny katolicki, patriarcha Lizbony, kardynał (zm. 1929)
  - Albert Power, amerykański żołnierz (zm. 1923)
- 1843 – David Popper, czeski wiolonczelista, kompozytor (zm. 1913)
- 1845 – Charles Laveran, francuski parazytolog, lekarz wojskowy, laureat Nagrody Nobla (zm. 1922)
- 1846 – Paweł Chrzanowski, polski generał lejtnant armii rosyjskiej, prawnik, pedagog (zm. 1914)
- 1847 – Jan Paweł Aleksander Sapieha, polski ziemianin, wojskowy (zm. 1901)
- 1850:
  - Richard Heuberger, austriacki kompozytor, muzykolog, krytyk muzyczny (zm. 1914)
  - Władysław Pinkus, polski lekarz, działacz społeczny (zm. 1929)
- 1852 – János Csernoch, węgierski duchowny katolicki, arcybiskup metropolita ostrzyhomski i prymas Węgier, kardynał (zm. 1927)
- 1853 – Mato Kósyk, dolnołużycki poeta (zm. 1940)
- 1854 – Emmanuel van den Bosch, belgijski duchowny katolicki, misjonarz, biskup Lahaur, arcybiskup Agry (zm. 1921)
- 1855 – Karol Alexandrowicz, austro-węgierski generał major pochodzenia polskiego (zm. 1921)
- 1856 – Robert Best, australijski prawnik, polityk (zm. 1946)
- 1857 – Arthur Hoffmann, szwajcarski polityk, prezydent Szwajcarii (zm. 1927)
- 1858 – William C. Redfield, amerykański polityk, sekretarz handlu (zm. 1932)
- 1859 – László Hollós, węgierski botanik, mykolog, nauczyciel (zm. 1940)
- 1860:
  - George Frampton, brytyjski rzeźbiarz (zm. 1928)
  - Laura Muntz Lyall, kanadyjska malarka (zm. 1930)
- 1861 – Henryk Lgocki, polski prawnik, entomolog amator (zm. 1917)
- 1862 – Ludwik Dąbrowski, polski lekarz, generał brygady (zm. 1933)
- 1864 – Władysław Natanson, polski fizyk, wykładowca akademicki pochodzenia żydowskiego (zm. 1937)
- 1865:
  - Samuel Cunge, polski chirurg pochodzenia żydowskiego (zm. 1942)
  - Friedrich Pockels, niemiecki fizyk, wykładowca akademicki (zm. 1913)
- 1868:
  - Miklós Horthy, węgierski admirał, regent Węgier (zm. 1957)
  - Georges Lacombe, francuski malarz, rzeźbiarz (zm. 1916)
  - Alexander Tornquist, niemiecki geolog, paleontolog (zm. 1944)
- 1870:
  - Édouard Le Roy, francuski filozof, matematyk, wykładowca akademicki (zm. 1954)
  - Leon Wernic, polski dermatolog, wenerolog, eugenik pochodzenia niemieckiego (zm. 1953)
- 1871 – Gustav Brühl, niemiecki otorynolaryngolog (zm. 1939)
- 1872:
  - Ludwik Grabowski, polski botanik, fitopatolog, encyklopedysta, wykładowca akademicki (zm. 1954)
  - Anna Kaworek, polska zakonnica, współzałożycielka i pierwsza przełożona zakonu michalitek, czcigodna Służebnica Boża (zm. 1936)
- 1873:
  - Eduardo Chicharro y Agüera, hiszpański malarz (zm. 1949)
  - Michaił Iskricki, rosyjski polityk, działacz emigracyjny (zm. 1931)
  - Adam Michał Zamoyski, polski hrabia, ziemianin, wojskowy, działacz społeczno-polityczny (zm. 1940)
- 1874 – Jerzy Tupou II, król Tonga (zm. 1918)
- 1875:
  - C. Pope Caldwell, amerykański polityk (zm. 1940)
  - Henryk Czeczott, polski inżynier górniczy (zm. 1928)
- 1876:
  - Brunon Kudera, polski adwokat, działacz społeczno-polityczny, wiceburmistrz Mysłowic (zm. 1940)
  - Tomasz Panufnik, polski inżynier geodeta, lutnik, instrumentolog (zm. 1951)
- 1877 – Zoltán Gombocz, węgierski językoznawca, wykładowca akademicki (zm. 1935)
- 1879 – John Muhl, niemiecki historyk, polityk (zm. 1943)
- 1880:
  - Stanisław Maykowski, polski pedagog, dziennikarz, poeta, kierownik literacki teatru (zm. 1961)
  - Edouard Taylor, francuski kolarz torowy i szosowy (zm. 1903)
- 1881 – Zoltán Halmay, węgierski pływak (zm. 1956)
- 1882 – Georgi Dimitrow, bułgarski działacz komunistyczny, premier Bułgarii (zm. 1949)
- 1883 – Baltasar Brum, urugwajski polityk, prezydent Urugwaju (zm. 1933)
- 1884:
  - Hugo Althoff, niemiecki inżynier budownictwa, urbanista, polityk (zm. 1960)
  - Édouard Daladier, francuski polityk, premier Francji (zm. 1970)
  - Giorgi Sturua, radziecki i gruziński polityk (zm. 1956)
- 1885:
  - Jakub Dąbski, polski działacz partyjny, prezydent Dąbrowy Górniczej (zm. 1981)
  - Margaret Hasluck, szkocka lingwistka, albanolog, archeolog, geograf (zm. 1948)
  - Emil Just, niemiecki generał (zm. 1947)
  - Mieczysław Marchlewski, polski prawnik, dyplomata (zm. 1956)
  - Roman Rostworowski, polski hrabia, ziemianin, sadownik, poeta, teozof (zm. 1954)
- 1886:
  - Anna Byczkowa, rosyjska komunistka, rewolucjonistka, działaczka gospodarcza i państwowa (zm. 1985)
  - George Mallory, brytyjski alpinista, himalaista (zm. 1924)
  - David Meredith Seares Watson, brytyjski zoolog, paleontolog (zm. 1973)
  - Alexander Wetmore, amerykański ornitolog, paleontolog (zm. 1978)
- 1887:
  - Camillo Perini, austro-węgierski i polski pilot wojskowy pochodzenia włoskiego (zm. 1942)
  - George de Relwyskow, brytyjski zapaśnik pochodzenia rosyjskiego (zm. 1943)
- 1888:
  - Jan Kazimierz Kruszewski, polski generał brygady (zm. 1977)
  - Jan Lortz, polski działacz społeczny, powstaniec śląski (zm. 1942)
- 1889 – Camilla Ravera, włoska polityk komunistyczna, działaczka na rzecz praw kobiet (zm. 1988)
- 1890 – Maurice Schwartz, amerykański aktor pochodzenia żydowskiego (zm. 1960)
- 1891:
  - Mae Busch, amerykańska aktorka pochodzenia australijskiego (zm. 1946)
  - Ludwik de Laveaux, polski generał brygady (zm. 1969)
  - Henryk Nitra, polski malarz, rzeźbiarz (zm. 1948)
  - Edward Sucharda, polski chemik, wykładowca akademicki (zm. 1947)
- 1892 – Edward Steuermann, amerykański pianista, kompozytor, pedagog pochodzenia żydowskiego (zm. 1964)
- 1893:
  - Otto Kauders, austriacki psychiatra, neurolog (zm. 1949)
  - Theo Matejko, austriacki rysownik, ilustrator pochodzenia czeskiego (zm. 1946)
  - Jan Slaski, polski sadownik, szkółkarz (zm. 1984)
- 1894 – Mieczysław Bilek, polski prawnik, polityk, prezydent Radomia, burmistrz Gdyni (zm. 1943)
- 1895:
  - John Rutherford Gordon, australijski pilot wojskowy, as myśliwski (zm. 1978)
  - Wanda Modzelewska, polska posiadaczka ziemska, etnograf, kostiumolog (zm. 1973)
- 1896:
  - Władysław Langner, polski generał brygady (zm. 1972)
  - Alfred Poniński, polski dziennikarz, dyplomata (zm. 1968)
  - Witold Stankiewicz, polski oficer (zm. 1940)
  - Blanche Sweet, amerykańska aktorka (zm. 1986)
- 1897 – Martti Marttelin, fiński lekkoatleta, długodystansowiec (zm. 1940)
- 1898:
  - Jan Radomski, polski botanik, pedagog, autor podręczników (zm. 1977)
  - Edward Szczeklik, polski kardiolog (zm. 1985)
- 1899 – Tadeusz Sachs, polski hokeista, bramkarz, działacz i sędzia hokejowy (zm. 1942)
- 1900:
  - Stefan Przeworski, polski archeolog, hetytolog (zm. 1940)
  - Marceli Żółtowski, polski porucznik rezerwy (zm. 1940)
- 1901:
  - Anastazja Romanowa, wielka księżna Rosji, męczennica, święta prawosławna (zm. 1918)
  - Leon Suzin, polski architekt (zm. 1976)
- 1902:
  - Boris Barnet, radziecki aktor, reżyser i scenarzysta filmowy (zm. 1965)
  - Franciszek Giebartowski, polski piłkarz (zm. 1968)
  - Ada Witowska-Kamińska, polska śpiewaczka operowa (zm. 1983)
  - Jan Wydra, polski malarz, grafik (zm. 1937)
  - Paavo Yrjölä, fiński lekkoatleta, dziesięcioboista (zm. 1980)
- 1903:
  - Jeanette MacDonald, amerykańska autorka (zm. 1965)
  - Raymond Radiguet, francuski prozaik, dramaturg, dziennikarz (zm. 1923)
- 1904:
  - Keye Luke, amerykański aktor pochodzenia chińskiego (zm. 1991)
  - Iwan Pieriesypkin, radziecki marszałek wojsk łączności, polityk (zm. 1978)
- 1905:
  - Kay Kyser, amerykański piosenkarz, aktor (zm. 1985)
  - Eduard Tubin, estoński kompozytor, dyrygent (zm. 1982)
- 1906:
  - Gordon Lindsay, amerykański kaznodzieja przebudzeniowy, pastor, misjonarz (zm. 1973)
  - Anton Stankowski, niemiecki malarz, grafik, fotograf (zm. 1998)
- 1907:
  - Ernő Gereben, szwajcarski szachista pochodzenia węgierskiego (zm. 1988)
  - Leonid Graczow, radziecki generał major, polityk (zm. 1984)
- 1908:
  - Tadeusz Chłopik, polski kapitan pilot (zm. 1940)
  - Bud Collyer, amerykański aktor (zm. 1969)
  - Karl Hohmann, niemiecki piłkarz, trener (zm. 1974)
- 1909 – Jerzy Jodłowski, polski prawnik, polityk, poseł na Sejm PRL, sędzia Sądu Najwyższego (zm. 2000)
- 1910 – Dick Foran, amerykański aktor (zm. 1979)
- 1911 – Leon Trybalski, polski pedagog, regionalista, działacz kulturalno-oświatowy (zm. 1999)
- 1912:
  - Krystyna Gorazdowska, polska artystka fotograf (zm. 1974)
  - Risto Kuntsi, fiński lekkoatleta, kulomiot (zm. 1964)
  - Glenn Morris, amerykański lekkoatleta, wieloboista (zm. 1974)
- 1913:
  - Jadwiga Badowska-Muszyńska, polska poetka, organizatorka teatrów, reżyserka słuchowisk (zm. 2007)
  - Wilfred Bigelow, kanadyjski kardiochirurg (zm. 2005)
  - Sammy Cahn, amerykański autor piosenek i musicali pochodzenia żydowskiego (zm. 1993)
  - Maria Chrząszczowa, polska artystka fotograf (zm. 1979)
  - Stanisław Marusarz, polski skoczek narciarski, trener, kurier tatrzański (zm. 1993)
- 1914:
  - John Hardon, amerykański jezuita, Sługa Boży (zm. 2000)
  - Efraín Huerta, meksykański poeta, krytyk filmowy, dziennikarz, publicysta (zm. 1982)
  - E.G. Marshall, amerykański aktor (zm. 1998)
  - Henryk Rutkowski, polski polityk, poseł na Sejm PRL (zm. 1993)
  - Rafael Scharf, polsko-brytyjski dziennikarz pochodzenia żydowskiego (zm. 2003)
  - Xie Tian, chiński reżyser filmowy, aktor (zm. 2003)[potrzebny przypis]
- 1915:
  - Paul N. Adair, amerykański specjalista gaszenia pożarów szybów naftowych (zm. 2004)
  - Roman Ilnyćkyj, ukraiński dziennikarz, działacz nacjonalistyczny i emigracyjny (zm. 2000)
- 1916:
  - Maria Lipczyńska, polska prawnik, adwokat, wykładowczyni akademicka (zm. 1984)
  - Julio César Turbay Ayala, kolumbijski prawnik, polityk, prezydent Kolumbii (zm. 2005)
- 1918:
  - Alf Francis, polsko-brytyjski inżynier i projektant Formuły 1 (zm. 1983)
  - Jerome Karle, amerykański fizykochemik, laureat Nagrody Nobla (zm. 2013)
  - Franco Modigliani, amerykański ekonomista, laureat Nagrody Banku Szwecji im. Alfreda Nobla w dziedzinie ekonomii pochodzenia włoskiego (zm. 2003)
  - Károly Szittya, węgierski piłkarz wodny, trener (zm. 1983)
- 1919 – Jüri Järvet, estoński aktor (zm. 1995)
- 1920:
  - Josef Bau, polsko-izraelski prozaik, poeta, grafik, malarz (zm. 2002)
  - Henryk Śliwowski, polski ekonomista, działacz partyjny i państwowy, wojewoda gdański (zm. 1984)
  - Michele Tito, włoski lekkoatleta, sprinter (zm. 1968)
- 1921:
  - Ludwika Mieszkowska, polska technik elektronik, polityk, poseł na Sejm PRL (zm. 1996)
  - Michel Quoist, francuski duchowny katolicki, pisarz (zm. 1997)
- 1922:
  - Nela Eržišnik, chorwacka aktorka, komik (zm. 2007)
  - Tapio Hämäläinen, fiński aktor (zm. 2008)
  - Claude Helffer, francuski pianista (zm. 2004)
  - Zbigniew Raplewski, polski reżyser i operator filmów dokumentalnych (zm. 1997)
- 1923:
  - Veronica Carstens, niemiecka lekarka, pierwsza dama (zm. 2012)
  - Jean Delumeau, francuski historyk, wykładowca akademicki (zm. 2020)
  - Szymon Szurmiej, polski aktor (zm. 2014)
- 1924 – George Mikan, amerykański koszykarz (zm. 2005)
- 1925:
  - Anna Krzysztofowicz, polska zoolog, profesor nauk biologicznych (zm. 2006)
  - Hilary Skarżyński, polski hokeista (zm. 1987)
  - Hipolit Śmierzchalski, polski lekkoatleta, długodystansowiec (zm. 2012)
  - Jerzy Świątkiewicz, polski prawnik, wiceprezes NSA, zastępca rzecznika praw obywatelskich, polityk (zm. 2011)
- 1926:
  - Philip Crosby, amerykański przedsiębiorca (zm. 2001)
  - Han Su-an, południowokoreański bokser (zm. 1998)
  - Allan Rex Sandage, amerykański astronom (zm. 2010)
  - Sverre Stenersen, norweski narciarz klasyczny (zm. 2005)
- 1927:
  - Eva Bartok, węgierska aktorka pochodzenia żydowskiego (zm. 1998)
  - Paul Eddington, brytyjski aktor (zm. 1995)
- 1928:
  - Alfred Jolson, amerykański duchowny katolicki, biskup Reykjavíku (zm. 1994)
  - Wiesław Lang, polski prawnik, filozof prawa (zm. 2012)
  - Maggie McNamara, amerykańska aktorka (zm. 1978)
  - Karel Mejta, czeski wioślarz (zm. 2015)
  - Pedro Luis Ronchino, argentyński duchowny katolicki, biskup Comodoro Rivadavia (zm. 2020)
  - Speros Vryonis, grecki historyk (zm. 2019)
- 1929:
  - Jürgen Habermas, niemiecki filozof, socjolog, publicysta polityczny
  - Grigorij Kanowicz, litewski prozaik, poeta, publicysta (zm. 2023)
  - Otton Opiełka, polski piłkarz, trener (zm. 2000)
  - Wsiewołod Wołczew, polski historyk, polityk pochodzenia bułgarsko-rosyjskiego (zm. 1993)
- 1930:
  - Wojciech Kajder, polski pisarz, publicysta, dziennikarz, reporter (zm. 1967)
  - Henryk Machalica, polski aktor (zm. 2003)
  - Bogusław Stanisławski, polski działacz społeczny, prezes Amnesty International Polska (zm. 2019)
- 1931:
  - Fernando Henrique Cardoso, brazylijski polityk, prezydent Brazylii
  - Antonio Dorado Soto, hiszpański duchowny katolicki, biskup Guadix, Kadyksu i Malagi (zm. 2015)
  - Konstantin Makarow, radziecki admirał floty (zm. 2011)
- 1932:
  - Jan Gałecki, polski duchowny katolicki, biskup pomocniczy szczecińsko-kamieński (zm. 2021)
  - Dudley Robert Herschbach, amerykański chemik, laureat Nagrody Nobla
  - Sérgio Ricardo, brazylijski reżyser filmowy, kompozytor (zm. 2020)
  - Stan Vickers, brytyjski lekkoatleta, chodziarz (zm. 2013)
- 1933 – Jean Wicki, szwajcarski bobsleista (zm. 2023)
- 1934:
  - Pavle Dešpalj, chorwacki dyrygent, kompozytor, aranżer (zm. 2021)
  - George Hearn, amerykański aktor, piosenkarz
  - Władysław Staniuk, polski przedsiębiorca, polityk, poseł na Sejm RP
  - Torbjørn Yggeseth, norweski skoczek narciarski (zm. 2010)
- 1935:
  - Czesław Cybulski, polski trener lekkoatletyki (zm. 2022)
  - Jurij Sołomin, rosyjski aktor, reżyser teatralny i filmowy (zm. 2024)
- 1936:
  - Janina Chłodzińska-Urbaniak, polska koszykarka (zm. 2012)
  - Denny Hulme, nowozelandzki kierowca wyścigowy (zm. 1992)
  - Miroslav Martinák, słowacki kombinator norweski, skoczek narciarski (zm. 2024)
  - Erwin Sówka, polski górnik, malarz prymitywista (zm. 2021)
  - Ronald Venetiaan, surinamski polityk, prezydent Surinamu
- 1937:
  - Zbigniew Bielak, polski architekt (zm. 2011)
  - Del Harris, amerykański trener koszykówki
  - Guram Kostawa, gruziński szpadzista (zm. 2024)
  - Jay Rockefeller, amerykański polityk, senator
  - Witalij Żołobow, radziecki pułkownik-inżynier, kosmonauta
- 1938:
  - Kazimierz Augustynek, polski historyk, biegacz narciarski (zm. 2025)
  - Jan Drzewiecki, polski pianista, aranżer, kompozytor (zm. 2006)
  - Josef Rusek, czeski ekolog, pedobiolog, zoolog (zm. 2022)
  - Michael Sheard, szkocki aktor (zm. 2005)
  - Jan Teofil Siciński, polski uczony, biolog, botanik, krajoznawca (zm. 2023)
- 1939:
  - Lou Brock, amerykański baseballista (zm. 2020)
  - Leszek Galewicz, polski reżyser filmów animowanych (zm. 2003)[5]
  - Leonard Szymański, polski inżynier, konstruktor, polityk, poseł na Sejm PRL (zm. 2023)
- 1940:
  - Maria Czorbowa, bułgarska lekkoatletka, kulomiotka (zm. 2015)
  - Rogelio Esquivel Medina, meksykański duchowny katolicki, biskup pomocniczy archidiecezji meksykańskiej (zm. 2023)
  - Phillip E. Johnson, amerykański prawnik, wykładowca akademicki (zm. 2019)
  - Edward Kupiszewski, polski poeta, prozaik, pedagog (zm. 2000)
  - Wojciech Piotrowicz, polski poeta
- 1941:
  - Leszek Długosz, polski aktor, bard, poeta, kompozytor (zm. 2024)
  - Elizabeth Franz, amerykańska aktorka
  - Roger Lemerre, francuski piłkarz, trener
  - Jim Pepper, amerykański muzyk, wokalista i kompozytor jazzowy (zm. 1992)
- 1942:
  - Roger Ebert, amerykański krytyk filmowy (zm. 2013)
  - Robert Ghanem, libański prawnik, polityk (zm. 2019)
  - Thabo Mbeki, południowoafrykański polityk, prezydent RPA
  - Paul McCartney, brytyjski multiinstrumentalista, wokalista, kompozytor, członek zespołów: The Beatles i Wings
  - Joseph Pepe, amerykański duchowny katolicki, biskup Las Vegas
  - Nick Tate, australijski aktor
  - Riitta Uosukainen, fińska działaczka samorządowa, polityk
- 1943:
  - Raffaella Carrà, włoska piosenkarka, tancerka, aktorka (zm. 2021)
  - Armand Maillard, francuski duchowny katolicki, arcybiskup Bourges
  - Éva Marton, węgierska śpiewaczka operowa (sopran)
- 1944 – Salvador Sánchez Cerén, salwadorski polityk, prezydent Salwadoru
- 1945:
  - John Boulger, australijski żużlowiec
  - Hans Holmqvist, szwedzki żużlowiec
  - Bohumil Veselý, czeski piłkarz
- 1946:
  - Victor Abagna Mossa, kongijski duchowny katolicki, biskup Owando
  - Fabio Capello, włoski piłkarz, trener
  - Robert Deeley, amerykański duchowny katolicki, biskup Portlandu
  - Bruno Grua, francuski duchowny katolicki, biskup Saint-Flour
  - Zygmunt Jałoszyński, polski lekkoatleta, oszczepnik
  - Gordon Murray, południowoafrykański projektant bolidów F1
- 1947:
  - Jean-Marie Chérestal, haitański polityk, premier Haiti
  - Bernard Giraudeau, francuski aktor, reżyser filmowy (zm. 2010)
  - Lajos Kocsis, węgierski piłkarz, trener (zm. 2000)
  - Al Robinson, amerykański bokser (zm. 1974)
  - Alfred Siatecki, polski prozaik, reportażysta, autor słuchowisk
  - Linda Thorson, kanadyjska aktorka
  - Carol Windley, kanadyjska pisarka
  - Jan Wojdak, polski wokalista, kompozytor, lider zespołu Wawele
  - Paul Young, brytyjski perkusista, wokalista, członek zespołów: Sad Café i Mike and the Mechanics (zm. 2000)
- 1948:
  - Eli’ezer Chalfin, izraelski zapaśnik (zm. 1972)
  - Zbigniew Franiak, polski piłkarz, trener
  - Grzegorz Heromiński, polski aktor
  - Teodor Mołłow, bułgarski trener koszykówki
  - Aleksandr Uszakow, rosyjski biathlonista (zm. 2024)
- 1949:
  - Han Duck-soo, południowokoreański polityk, premier Korei Południowej
  - Jarosław Kaczyński, polski prawnik, polityk, senator, poseł na Sejm RP, prezes PiS, premier RP
  - Lech Kaczyński, polski prawnik, polityk, senator, poseł na Sejm RP, prezes NIK, minister sprawiedliwości i prokurator generalny, pierwszy prezes PiS, prezydent Warszawy, prezydent RP (zm. 2010)
  - Paweł, kenijski duchowny Koptyjskiego Kościoła Ortodoksyjnego, biskup Nairobi
  - Jerzy Szymura, polski informatyk, przedsiębiorca, polityk, senator RP
  - Chris Van Allsburg, amerykański pisarz, rysownik, autor książek dla dzieci
- 1950:
  - Czesław Dźwigaj, polski rzeźbiarz, pedagog
  - Annelie Ehrhardt, niemiecka lekkoatletka, płotkarka (zm. 2024)
  - Mike Johanns, amerykański polityk, senator
  - Jackie Leven, szkocki muzyk rockowy i folkowy, kompozytor, poeta (zm. 2011)
  - Wiesław Wysocki, polski historyk, pedagog
- 1951:
  - Ephrem Yousif Abba Mansoor, iracki duchowny katolicki obrządku syryjskiego, arcybiskup Bagdadu
  - Jerry McNerney, amerykański polityk, kongresman
  - Steve Miner, amerykański aktor, reżyser i producent filmowy
  - Gyula Sax, węgierski szachista, sędzia szachowy (zm. 2014)
  - Nobutaka Taguchi, japoński pływak
  - Carlo Trigilia, włoski socjolog, polityk
- 1952:
  - John Carl Buechler, amerykański aktor, reżyser, scenarzysta i charakteryzator filmowy (zm. 2019)
  - Idriss Déby, czadyjski wojskowy, polityk, prezydent Czadu (zm. 2021)
  - Carol Kane, amerykańska aktorka
  - Isabella Rossellini, włoska aktorka, modelka, reżyserka, pisarka
  - Ron Steens, holenderski hokeista na trawie (zm. 2024)
- 1953:
  - Ryszard Bogusz, polski samorządowiec, prezydent Skierniewic (zm. 2009)
  - Laurens Veldt, holenderski kolarz torowy
  - David Walkowiak, amerykański duchowny katolicki pochodzenia polskiego, biskup Grand Rapids
- 1954:
  - Jan Ambrož, czeski szachista
  - Piotr Florek, polski samorządowiec, polityk, senator RP, wojewoda wielkopolski
  - Wiktor Mazin, kazachski sztangista (zm. 2022)
- 1955:
  - Sandy Allen, amerykańska aktorka, najwyższa kobieta w historii (zm. 2008)
  - Mísia, portugalska piosenkarka (zm. 2024)
  - Dave Rodger, nowozelandzki wioślarz
- 1956:
  - Anna Grześkowiak-Krwawicz, polska historyk idei, edytorka, wykładowczyni akademicka
  - Jan Falandys, polski zapaśnik
  - Seiji Ono, japoński tenisista stołowy
  - Cezary Przybylski, polski polityk, samorządowiec, marszałek województwa dolnośląskiego
- 1957:
  - Ralph Brown, brytyjski aktor
  - Robert Anthony Daniels, kanadyjski duchowny katolicki, biskup Grand Falls
  - Irene Epple, niemiecka narciarka alpejska
  - Miguel Ángel Lotina, hiszpański piłkarz, trener
  - Richard Powers, amerykański pisarz
- 1958:
  - Michael Dunkley, bermudzki polityk, premier Bermudów
  - Kazimierz Lubowicki, polski duchowny katolicki, teolog
  - Leszek Tabor, polski nauczyciel, samorządowiec, burmistrz Sztumu
- 1959:
  - Zuzana Navarová, czeska piosenkarka, perkusistka, kompozytorka, autorka tekstów (zm. 2004)
  - Maciej Robakiewicz, polski aktor
  - Jan Rokita, polski publicysta, polityk, minister, poseł na Sejm RP
  - Marek Samborski, polski polityk, poseł na Sejm RP
- 1960:
  - Barbara Broccoli, amerykańska producentka filmowa
  - Thiyagarajah Maheswaran, lankijski polityk (zm. 2008)
  - Omar Abdirashid Ali Sharmarke, somalijski polityk, premier Somalii
- 1961:
  - Leo Cushley, szkocki duchowny katolicki, arcybiskup Saint Andrews i Edynburga
  - Marek Konarzewski, polski biolog, wykładowca akademicki
  - Dana Kuchtová, czeska nauczycielka, działaczka samorządowa, polityk
  - Alison Moyet, brytyjska piosenkarka, autorka tekstów
- 1962:
  - Andy Linighan, angielski piłkarz
  - Piotr Niemczyk, polski przedsiębiorca, działacz opozycji antykomunistycznej, ekspert z zakresu bezpieczeństwa
- 1963:
  - Jeff Mills, amerykański didżej, wokalista
  - Rumen Radew, bułgarski polityk, prezydent Bułgarii
  - Dizzy Reed, amerykański klawiszowiec, członek zespołu Guns N’ Roses
- 1964:
  - Hans Florine, amerykański wspinacz sportowy
  - Udajj Husajn, iracki polityk, syn Saddama (zm. 2003)
  - Tomasz Olichwer, polski menedżer kultury, samorządowiec, polityk, poseł na Sejm RP
  - Petre Tobă, rumuński funkcjonariusz policji, polityk
- 1965:
  - Xavier Blond, francuski biathlonista
  - Kim Dickens, amerykańska aktorka, modelka
  - Anikó Meksz, węgierska piłkarka ręczna, bramkarka
- 1966:
  - Miguel Davis, kostarykański piłkarz
  - Catherine Fleury-Vachon, francuska judoczka
  - Luke Jensen, amerykański tenisista
  - Aleksander Klepacz, polski wokalista, członek zespołu Formacja Nieżywych Schabuff
  - Sharon Rendle, brytyjska judoczka
- 1967:
  - Glen Benton, amerykański basista, wokalista, członek zespołu Deicide
  - Alex Bunbury, kanadyjski piłkarz, trener pochodzenia gujańskiego
  - Jörg Leichtfried, austriacki prawnik, polityk
- 1968:
  - Han Chee-ho, południowokoreański zapaśnik
  - Piotr Lech, polski piłkarz, bramkarz
  - Jeffrey D. Sams, amerykański aktor
- 1969:
  - Pokey Chatman, amerykańska koszykarka, trenerka
  - Vito Casetti, polsko-włoski dziennikarz
  - Anna Hermansson, szwedzka biathlonistka
  - Marek Kos, polski lekarz, samorządowiec, wiceminister
  - Flavio Tosi, włoski samorządowiec, polityk, burmistrz Werony, eurodeputowany
- 1970:
  - Iryna Komisarowa, ukraińska siatkarka
  - Ivan Kozák, słowacki piłkarz
  - Marek Nowicki, polski dziennikarz, felietonista
  - Ștefan Preda, rumuński piłkarz, bramkarz
  - Michael Sutton, amerykański aktor
- 1971:
  - Jorge Bermúdez, kolumbijski piłkarz
  - Giovanni Ciccia, peruwiański aktor, reżyser i producent teatralny
  - Jason McAteer, irlandzki piłkarz
  - Andy Ogles, amerykański polityk, kongresman
- 1972:
  - Infernus, norweski muzyk, kompozytor, wokalista, członek zespołów: Gorgoroth, Borknagar i Orcustus
  - Sylwia Pusz, polska polityk, poseł na Sejm RP i eurodeputowana
- 1973:
  - Eddie Cibrian, amerykański aktor pochodzenia kubańskiego
  - Siergiej Darkin, rosyjski żużlowiec
  - Julie Depardieu, francuska aktorka
  - Stephen Thomas Erlewine, amerykański krytyk muzyczny
  - Alexandra Meissnitzer, austriacka narciarka alpejska
  - Rasmus Prehn, duński polityk
- 1974:
  - Auðun Helgason, islandzki piłkarz
  - Kenan İmirzalıoğlu, turecki aktor, model
  - Itziar Ituño, hiszpańska aktorka
  - Martin Kastler, niemiecki dziennikarz, polityk, eurodeputowany
  - Nuruddeen Lawal, nigeryjski piłkarz (zm. 2000)
  - Vincenzo Montella, włoski piłkarz, trener
  - Siergiej Szarikow, rosyjski szablista (zm. 2015)
- 1975:
  - Jamel Debbouze, francuski komik, aktor, scenarzysta i producent filmowy pochodzenia marokańskiego
  - Avery John, trynidadzko-tobagijski piłkarz
  - Anton Krasowski, rosyjski dziennikarz i prezenter telewizyjny
  - Omid Nouripour, niemiecki polityk pochodzenia irańskiego
  - József Sebők, węgierski piłkarz
  - Martin St. Louis, kanadyjski hokeista
  - Dariusz Tabisz, polski judoka
- 1976:
  - Maksim Gałkin, rosyjski aktor, komik
  - Alana de la Garza, amerykańska aktorka pochodzenia meksykańsko-irlandzkiego
  - Magnus Jernemyr, szwedzki piłkarz ręczny
  - Tatsuhiko Kubo, japoński piłkarz
  - Jonathan Levine, amerykański scenarzysta i reżyser filmowy
  - Akinori Nishizawa, japoński piłkarz
  - Blake Shelton, amerykański wokalista, gitarzysta, kompozytor
- 1977:
  - Kaja Kallas, estońska prawnik, polityk, premier Estonii
  - Majed Moqed, saudyjski terrorysta (zm. 2001)
  - Candelaria Saenz Valiente, argentyńska malarka, reżyserka, wokalistka
- 1978:
  - Luca Dirisio, włoski piosenkarz
  - Jan Hejda, czeski hokeista
  - Wojciech Tremiszewski, polski aktor, reżyser, scenarzysta
  - Maksim Troszyn, rosyjski piosenkarz (zm. 1995)
  - Wang Liqin, chiński tenisista stołowy
- 1979:
  - Antoni (Azizow), rosyjski biskup prawosławny pochodzenia azerskiego
  - Pini Balili, izraelski piłkarz
  - Ali Boussaboun, marokański piłkarz
  - Nicole Brändli, szwajcarska kolarka szosowa
  - Michał Grzybowski, polski aktor, producent filmowy
  - Alaksiej Hryszyn, białoruski narciarz dowolny
  - Kristina Klebe, amerykańska aktorka pochodzenia niemieckiego
  - Paweł Księżak, polski poeta
  - Marko Pavić, chorwacki fizyk, oceanograf, polityk
  - Goran Sankovič, słoweński piłkarz (zm. 2022)
  - Andrew Sinkala, zambijski piłkarz
  - Tanja Vrbat, chorwacka politolog, działaczka samorządowa, polityk
- 1980:
  - Musa Audu, nigeryjski lekkoatleta, sprinter
  - Tylda Ciołkosz, polska wokalistka, skrzypaczka
  - Aleksandr Czerwiakow, kazachski biathlonista
  - Casey Dunning, kanadyjski rugbysta
  - Daniele Gangemi, włoski reżyser i scenarzysta filmowy
  - David Giuntoli, amerykański aktor pochodzenia włosko-polsko-niemieckiego
  - Siergiej Kirdiapkin, rosyjski lekkoatleta, chodziarz
  - Craig Mottram, australijski lekkoatleta, długodystansowiec
  - Antero Niittymäki, fiński hokeista
- 1981:
  - Brandon Brown, amerykański koszykarz
  - Tiberiu Ghioane, rumuński piłkarz
  - Li Yanyan, chiński zapaśnik
  - Teun Mulder, holenderski kolarz torowy i szosowy
  - Marco Streller, szwajcarski piłkarz
  - Artur Ziaja, polski hokeista, bramkarz
- 1982:
  - Nadir Belhadj, algierski piłkarz
  - Agnieszka Głowacka, polska aktorka
  - Fabien Lefèvre, francuski kajakarz górski
  - Tusi Pisi, samoański rugbysta
- 1983:
  - Yannick Bazin, francuski siatkarz
  - Guilbaut Colas, francuski narciarz dowolny
  - Anna Kukawska, polska aktorka
- 1984:
  - Ndudi Ebi, brytyjski koszykarz pochodzenia nigeryjskiego
  - Janne Happonen, fiński skoczek narciarski
  - Tero Koskiranta, fiński hokeista
  - Eka Ramdani, indonezyjski piłkarz
  - Emilia Rogucka, polska piłkarka ręczna
  - Ron Stam, holenderski piłkarz
  - Wilfredo Vázquez Jr., portorykański bokser
- 1985:
  - Chris Coghlan, amerykański baseballista
  - Magdalena Fedorów, polska siatkarka
  - Cristián Torres, łotewski piłkarz pochodzenia argentyńskiego
- 1986:
  - Maksim Bardaczou, białoruski piłkarz
  - Steve Cishek, amerykański baseballista
  - Richard Gasquet, francuski tenisista
  - Richard Madden, szkocki aktor
  - Crystal Renn, amerykańska modelka
- 1987:
  - Raúl Bobadilla, paragwajski piłkarz
  - Jason Castro, amerykański baseballista
  - Patrycja Marciniak, polska lekkoatletka, wieloboistka
  - Marcelo Moreno Martins, boliwijski piłkarz
  - Madara Palameika, łotewska lekkoatletka, oszczepniczka
  - Lachlan Rosengreen, australijski rugbysta
  - Boris Savović, czarnogórski koszykarz
  - Niels Schneider, francuski aktor
  - Zsuzsanna Tomori, węgierska piłkarka ręczna
  - Benjamin Zé Ondo, gaboński piłkarz
- 1988:
  - Alicja Leszczyńska, polska siatkarka
  - Melanie Nocher, irlandzka pływaczka
  - Michał Nowakowski, polski koszykarz
  - Islam Slimani, algierski piłkarz
- 1989:
  - Pierre-Emerick Aubameyang, gaboński piłkarz
  - Ondřej Čelůstka, czeski piłkarz
  - Luca De Maria, włoski wioślarz
  - Tahmina Kohistani, afgańska lekkoatletka, sprinterka
  - Wołodymyr Koniew, ukraiński koszykarz
  - Matt Moore, amerykański baseballista
  - Oto Nemsadze, gruziński piosenkarz
  - Renee Olstead, amerykańska aktorka, piosenkarka, wokalistka jazzowa
  - Paweł Szramka, polski żołnierz zawodowy, logistyk, polityk, poseł na Sejm RP
  - Anna Veith, austriacka narciarka alpejska
- 1990:
  - Jacob Anderson, brytyjski aktor, muzyk
  - Ferhan Hasani, macedoński piłkarz pochodzenia albańskiego
  - Jeremy Irvine, brytyjski aktor
  - Sandra Izbașa, rumuńska gimnastyczka
  - Rafał Pacześ, polski komik, stand-uper
  - Amahl Pellegrino, norweski piłkarz
  - Rúnar Már Sigurjónsson, islandzki piłkarz
  - Derek Stepan, amerykański hokeista
  - Christian Taylor, amerykański lekkoatleta, trójskoczek i skoczek w dal
- 1991:
  - Zurab Datunaszwili, gruziński i serbski zapaśnik
  - Willa Holland, amerykańska aktorka, modelka
  - Brent McGrath, australijski piłkarz
  - Rasmus Schüller, fiński piłkarz pochodzenia szwedzkiego
  - Anna Swenn-Larsson, szwedzka narciarka alpejska
  - Ondřej Zahustel, czeski piłkarz
  - Pawieł Zdunow, rosyjski hokeista
  - Artūrs Zjuzins, łotewski piłkarz
- 1992:
  - Rachid Alioui, marokański piłkarz
  - Maurice Ndour, senegalski koszykarz
  - Dani Ramírez, hiszpański piłkarz
  - Richard Solomon, amerykański koszykarz
- 1993:
  - Federico Bruno, argentyński lekkoatleta, średnio- i długodystansowiec
  - Karol Butryn, polski siatkarz
  - Alex Frame, nowozelandzki kolarz szosowy i torowy
  - Patryk Kubiszewski, polski futsalista, piłkarz plażowy
  - Filip Małgorzaciak, polski koszykarz
  - Daniel Ramírez, meksykański piłkarz
- 1994:
  - Petja Barakowa, bułgarska siatkarka
  - Álvaro Martín, hiszpański lekkoatleta, chodziarz
  - Sean McMahon, australijski rugbysta
  - Magdalena Miller, polska judoczka
  - Maksymilian Rozwandowicz, polski piłkarz
  - Takeoff, amerykański raper (zm. 2022)
  - Justin Tuoyo, amerykański koszykarz
- 1995:
  - Habib Diallo, senegalski piłkarz
  - Mario Hermoso, hiszpański piłkarz
  - Kamiła Kierimbajewa, kazachska tenisistka
  - Ajcharaporn Kongyot, tajska siatkarka
  - Maksim Kowtun, rosyjski łyżwiarz figurowy
  - Tash Sultana, australijska piosenkarka, instrumentalistka, kompozytorka pochodzenia maltańskiego
- 1996:
  - Alen Halilović, chorwacki piłkarz
  - Marc-Antoine Olivier, francuski pływak
- 1997:
  - Norbert Banaszek, polski kolarz szosowy i torowy
  - Alina Bobrakowa, rosyjska skoczkini narciarska
  - Maite Cazorla, hiszpańska koszykarka
  - Jacob Evans, amerykański koszykarz
  - Amine Harit, marokański piłkarz
  - Katharina Hobgarski, niemiecka tenisistka
  - Rafa Mir, hiszpański piłkarz
- 1998 – Patricia Janečková, słowacka śpiewaczka operowa (sopran) (zm. 2023)
- 1999:
  - Marcus Forss, fiński piłkarz
  - Trippie Redd, amerykański raper, piosenkarz, autor tekstów
- 2000:
  - Thomas Aasen Markeng, norweski skoczek narciarski
  - Trey Murphy, amerykański koszykarz
  - Valentin Retailleau, francuski kolarz szosowy
- 2001:
  - Jakub Dmochowski, polski aktor
  - Zyla Kadriu, kosowska siatkarka
  - Gabriel Martinelli, brazylijski piłkarz pochodzenia włoskiego
  - Evan Mobley, amerykański koszykarz
  - Nako Yabuki, japońska aktorka, modelka
- 2002:
  - Moussa N’Diaye, senegalski piłkarz
  - Jeriel de Santis, wenezuelski piłkarz
- 2003:
  - Alireza Firuzdża, irański szachista
  - Paweł Teclaf, polski szachista
- 2004:
  - Talia Gibson, australijska tenisistka
  - Linda Klimovičová, czeska tenisistka
  - Jan Rzadkosz, polski skoczek narciarski
  - Solana Sierra, argentyńska tenisistka
- 2005 – Naura Ayu, indonezyjska piosenkarka, aktorka
- 2007 – Urban Šimnic, słoweński skoczek narciarski

## Zmarli
- 741 – Leon III Izauryjczyk, cesarz bizantyński (ur. 680)
- 981 – Sławnik, głowa czeskiego rodu Sławnikowiców (ur. ?)
- 1155 – Arnold z Brescii, włoski mnich (ur. ok. 1090)
- 1165 – Elżbieta z Hesji, niemiecka benedyktynka, mistyczka, święta (ur. ok. 1129)
- 1234 – Chūkyō, cesarz Japonii (ur. 1218)
- 1250 – Teresa, infantka portugalska, królowa Leónu, benedyktynka, błogosławiona (ur. 1181)
- 1291 – Alfons III Liberalny, król Aragonii (ur. 1265)
- 1297 – Guta von Habsburg, królowa czeska (ur. 1271)
- 1333 – Henryk XV, książę Dolnej Bawarii (ur. 1312)
- 1384 – Beatrice Regina della Scala, włoska arystokratka (ur. 1333)
- 1405 – Francesco Carbone, włoski kardynał (ur. ?)
- 1464 – Rogier van der Weyden, holenderski malarz (ur. 1399/1400)
- 1505 – Hosanna z Mantui, włoska tercjarka dominikańska, mistyczka, błogosławiona (ur. 1449)
- 1580 – Juliana van Stolberg, holenderska hrabina (ur. 1506)
- 1600 – Edward Fortunat, margrabia Baden-Baden (ur. 1565)
- 1627 – Mikołaj Struś, polski szlachcic, pułkownik, polityk (ur. 1577)
- 1629 – Piet Hein, holenderski admirał (ur. 1577)
- 1644 – Wouter Crabeth (młodszy), holenderski malarz (ur. ok. 1594)
- 1649 – Juan Martínez Montañés, hiszpański rzeźbiarz (ur. 1568)
- 1652 – Jan Kazimierz Wittelsbach, hrabia palatyn i książę Palatynatu-Zweibrücken-Kleeburg (ur. 1589)
- 1673 – Jeanne Mance, francuska pielęgniarka, osadniczka w Nowej Francji, czcigodna Służebnica Boża (ur. 1606)
- 1697 – Grzegorz Barbarigo, włoski duchowny katolicki, biskup Padwy, kardynał, święty (ur. 1625)
- 1707 – Marcjan Michał Białłozor, polski duchowny greckokatolicki, koadiutor pińsko-turowski, arcybiskup połocki (ur. 1629)
- 1715 – Heinrich von Mansfeld, austriacki książę, polityk, przewodniczący Nadwornej Rady Wojennej (ur. 1640)
- 1726 – Michel-Richard de Lalande, francuski kompozytor, organista (ur. 1657)
- 1772 – Gerard van Swieten, holenderski lekarz (ur. 1700)
- 1788 – Ali Wielki, ras Begiemdyru, regent Cesarstwa Etiopii (ur. ?)
- 1794:
  - James Murray, brytyjski generał, administrator kolonialny (ur. 1721)
  - Jérôme Pétion de Villeneuve, francuski rewolucjonista (ur. 1756)
- 1799 – Johann André, niemiecki kompozytor, wydawca muzyczny (ur. 1741)
- 1802 – Józef Niemirycz, polski szlachcic, polityk (ur. ok. 1740)
- 1804 – Maria Amalia Habsburg, arcyksiężniczka austriacka, księżna Parmy (ur. 1746)
- 1805 – Arthur Murphy, irlandzki pisarz (ur. 1727)[potrzebny przypis]
- 1807 – Joseph Anton Gall, austriacki duchowny katolicki, biskup Linzu (ur. 1748)
- 1810 – Fryderyk Karol Hauke, polsko-niemiecki pedagog (ur. 1737)
- 1815 – William Ponsonby, brytyjski generał major (ur. 1772)
- 1817:
  - Wojciech Greffen, polski podpułkownik, uczestnik insurekcji kościuszkowskiej (ur. 1759)
  - Leonard Neale, amerykański duchowny katolicki, arcybiskup metropolita Baltimore (ur. 1746)
- 1824 – Fryderyk III, wielki książę Toskanii (ur. 1769)
- 1827 – Johann Gottlieb Schultz, polski lekarz, botanik pochodzenia niemieckiego (ur. 1766)
- 1837 – Pietro Francesco Galleffi, włoski kardynał (ur. 1770)
- 1842 – Tobias Haslinger, austriacki kompozytor, wydawca muzyczny (ur. 1787)
- 1850 – Antoni Weinert, polski flecista, kompozytor pochodzenia czeskiego (ur. 1751)
- 1854 – Leon Laurysiewicz, polski duchowny greckokatolicki, teolog, filozof (ur. 1798)
- 1858:
  - Antoni Gąsiorowski, polski brygadier szwoleżerów-lansjerów Cesarstwa Francuskiego (ur. 1787)
  - Tomasz Zieliński, polski mecenas sztuki, kolekcjoner, polityk (ur. 1802)
- 1864 – William Smith O’Brien, irlandzki działacz narodowy (ur. 1803)
- 1875:
  - Wilhelm Paul Corssen, niemiecki filolog, językoznawca, historyk starożytności, etruskolog (ur. 1820)
  - António Feliciano de Castilho, portugalski poeta (ur. 1800)
- 1877 – Leon Kossak, polski malarz (ur. 1827)
- 1880 – John Sutter, amerykański pionier Dzikiego Zachodu pochodzenia szwajcarskiego (ur. 1803)
- 1883 – François Norbert Blanchet, amerykański duchowny katolicki, arcybiskup Oregon City pochodzenia kanadyjskiego (ur. 1795)
- 1885:
  - James Arcene, amerykański przestępca pochodzenia indiańskiego (ur. ok. 1862)
  - Bogusław Łubieński, polski ziemianin, działacz niepodległościowy, polityk (ur. 1825)
- 1894:
  - Albin Dunajewski, polski duchowny katolicki, biskup krakowski, kardynał (ur. 1817)
  - Hermann Baisch, niemiecki pejzażysta i animalista (ur. 1846)
- 1897 – Franz Krenn, austriacki kompozytor, organista, pedagog (ur. 1816)
- 1901 – Hazen S. Pingree, amerykański polityk (ur. 1840)
- 1902 – Samuel Butler, brytyjski pisarz, myśliciel, malarz, muzyk, podróżnik (ur. 1835)
- 1904 – Sami Frashëri, albański pisarz, wydawca, działacz narodowy (ur. 1850)
- 1905 – Per Teodor Cleve, szwedzki chemik, geolog, wykładowca akademicki (ur. 1840)
- 1908 – Eugen Albrecht, niemiecki patolog (ur. 1872)
- 1909 – Paulin Gardzielewski, polski malarz (ur. 1866)
- 1910:
  - John F. Mackie, amerykański sierżant (ur. 1835)
  - Thaddäus Robl, niemiecki kolarz torowy, pilot (ur. 1876)
- 1913:
  - Paweł Ciompa, polski ekonomista, wykładowca akademicki (ur. 1867)
  - August Mommsen, niemiecki filolog klasyczny, nauczyciel (ur. 1821)
- 1914 – Izabela Zbiegniewska, polska pisarka, działaczka społeczna, publicystka, pedagog (ur. 1824)
- 1915 – Jan Rode, polski lekarz, działacz społeczny, filantrop (ur. 1849)
- 1916:
  - Max Immelmann, niemiecki pilot wojskowy, as myśliwski (ur. 1890)
  - Helmuth von Moltke (młodszy), niemiecki generał-pułkownik, polityk (ur. 1848)
  - Guido Romano, włoski gimnastyk (ur. 1887)
- 1917 – Titu Maiorescu, rumuński krytyk literacki, polityk, premier Rumunii (ur. 1840)
- 1919 – Stanisław Reichan, polski malarz portrecista, ilustrator, pedagog (ur. 1858)
- 1920 – Jewett W. Adams, amerykański polityk (ur. 1835)
- 1921 – Eduardo Acevedo Díaz, urugwajski pisarz, dziennikarz, polityk (ur. 1851)[potrzebny przypis]
- 1922:
  - Stanisław Doborzyński, polski inżynier-technolog górnictwa, wykładowca akademicki (ur. 1865)
  - Jacobus Kapteyn, holenderski astronom, wykładowca akademicki (ur. 1851)
- 1923:
  - Wasilij Komarow, rosyjski seryjny morderca (ur. 1877)
  - Christo Smirnenski, bułgarski poeta, prozaik, satyryk (ur. 1898)
- 1925:
  - William Brymner, kanadyjski malarz pochodzenia szkockiego (ur. 1855)
  - Michał Chyliński, polski dziennikarz, radny i wiceprezydent Krakowa (ur. 1856)
  - Robert La Follette, amerykański prawnik, polityk (ur. 1855)
  - Matylda Ludwika Wittelsbach, księżniczka bawarska, hrabina Trani (ur. 1843)
- 1926:
  - Ksawery Branicki, polski hrabia, ziemianin, przyrodnik, muzealnik, kolekcjoner (ur. 1864)
  - Olga Romanowa, wielka księżna rosyjska, królowa grecka (ur. 1851)
- 1928 – (data zaginięcia) Roald Amundsen, norweski badacz polarny (ur. 1872)
- 1929:
  - Carlo Airoldi, włoski robotnik, lekkoatleta, długodystansowiec (ur. 1869)
  - Hermann Wagner, niemiecki geograf, kartograf, wykładowca akademicki (ur. 1840)
- 1931:
  - Oskar Minkowski, niemiecki internista, wykładowca akademicki pochodzenia polsko-żydowskiego (ur. 1864)
  - Stanisław Nowakowski, polski lekkoatleta, sprinter (ur. 1908)
- 1934 – Ivar Svensson, szwedzki piłkarz (ur. 1893)
- 1935:
  - René Crevel, francuski prozaik, poeta (ur. 1900)
  - Edmund Łasiński, polski wynalazca, nauczyciel (ur. 1874)
  - Qu Qiubai, chiński działacz komunistyczny, publicysta, tłumacz (ur. 1899)
- 1936 – Maksim Gorki, rosyjski pisarz, publicysta (ur. 1868)
- 1937:
  - Aleksiej Białynicki-Birula, rosyjski zoolog, wykładowca akademicki, podróżnik (ur. 1864)
  - Gaston Doumergue, francuski polityk, minister spraw zagranicznych, premier i prezydent Francji (ur. 1863)
- 1938 – Stanisław Car, polski prawnik, polityk, minister sprawiedliwości, marszałek Sejmu RP (ur. 1882)
- 1940:
  - Tadeusz Franciszek Foryś, polski major saperów, inżynier (ur. 1899)
  - Jan Edmund Monkiewicz, polski podpułkownik saperów (ur. 1890)
  - Jan Wańkowicz, polski podpułkownik saperów (ur. 1895)
- 1941 – Cecilio Báez, paragwajski polityk, prezydent Paragwaju (ur. 1862)
- 1942:
  - Josef Bublík, czeski starszy kapral (ur. 1920)
  - Jozef Gabčík, słowacki sierżant (ur. 1912)
  - Jan Hrubý, czeski sierżant (ur. 1915)
  - Adolf Hühnlein, niemiecki polityk nazistowski (ur. 1881)
  - Jan Kubiš, czeski sierżant (ur. 1913)
  - Adolf Opálka, czeski porucznik (ur. 1915)
  - Jaroslav Švarc, czeski plutonowy (ur. 1914)
  - Daniel Alomía Robles, peruwiański kompozytor, muzykolog (ur. 1871)
  - Josef Valčík, czeski sierżant (ur. 1914)
- 1943:
  - Marija Kislak, radziecka pielęgniarka, partyzantka (ur. 1925)
  - Tadeusz Kończyc, polski dziennikarz, krytyk teatralny, poeta, prozaik, satyryk, autor tekstów piosenek, scenarzysta (ur. 1880)
- 1945:
  - Florence Bascom, amerykańska geolog, petrolog, wykładowczyni akademicka (ur. 1862)
  - Wasilij Biskupski, rosyjski generał major, emigracyjny działacz kontrrewolucyjny, monarchista, kolaborant (ur. 1878)
  - Simon Bolivar Buckner Jr., amerykański generał (ur. 1886)
  - Edouard Michaud, kanadyjski duchowny katolicki, wikariusz apostolski Ugandy (ur. 1884)
  - Bertrand Zimolong, śląski franciszkanin, biblista, męczennik (ur. 1888)
- 1946 – Gieorgij Wasiljew, rosyjski reżyser i scenarzysta filmowy (ur. 1899)
- 1949:
  - Adelaide Ametis, włoska malarka (ur. 1877)
  - Ratko Kacijan, chorwacki piłkarz (ur. 1917)
- 1950:
  - Chen Yi, chiński generał, pierwszy gubernator Tajwanu z ramienia Republiki Chińskiej (ur. 1883)
  - Fabius Gross, austriacki zoolog (ur. 1906)
- 1951 – Henri Baels, belgijski armator, polityk (ur. 1878)
- 1952:
  - Jefim Bogolubow, niemiecki szachista pochodzenia ukraińskiego (ur. 1889)
  - Piotr Oborski, polski prezbiter katolicki (ur. 1907)
- 1953 – René Fonck, francuski pilot wojskowy, as myśliwski (ur. 1894)
- 1954:
  - Zygmunt Modzelewski, polski ekonomista, polityk, minister spraw zagranicznych (ur. 1900)
  - Albert Patterson, amerykański prawnik, polityk (ur. 1894)
- 1955:
  - William Delbert Gann, amerykański inwestor giełdowy (ur. 1878)
  - Aleksander Zelwerowicz, polski aktor, reżyser, dyrektor teatru, pedagog (ur. 1877)
  - Ladislav Žemla, czeski tenisista (ur. 1887)
- 1957:
  - Witold Białynicki-Birula, białoruski malarz (ur. 1872)
  - Zofia Maria Wierzejska, polska aktorka (ur. 1886)
- 1958:
  - Gieorgij Awienarius, radziecki filmoznawca (ur. 1903)
  - Juan Román Orts, hiszpański humanista, pisarz (ur. 1898)
- 1959:
  - Ethel Barrymore, amerykańska aktorka (ur. 1879)
  - Vincenzo Cardarelli, włoski poeta, krytyk literacki (ur. 1887)
  - Francisco Neto, brazylijski piłkarz, trener (ur. 1894)
- 1960 – Al Herman, amerykański kierowca wyścigowy (ur. 1927)
- 1962:
  - Volkmar Andreae, szwajcarski kompozytor (ur. 1879)
  - Friedrich-Karl Burckhardt, niemiecki pilot wojskowy, as myśliwski (ur. 1889)
  - Teté, brazylijski piłkarz, trener (ur. 1907)
- 1963 – Pedro Armendáriz, meksykański aktor (ur. 1912)
- 1964 – Giorgio Morandi, włoski malarz, grafik (ur. 1890)
- 1965 – George Melachrino, brytyjski muzyk, kompozytor pochodzenia włoskiego (ur. 1909)
- 1966:
  - Jewtichij Biełow, radziecki generał porucznik (ur. 1901)
  - Bianco Gambini, brazylijski piłkarz (ur. 1893)
  - Einar Skjæraasen, norweski poeta, kompozytor (ur. 1900)
- 1967:
  - Giacomo Russo, włoski kierowca wyścigowy (ur. 1937)
  - Nikołaj Własik, radziecki generał porucznik, funkcjonariusz organów bezpieczeństwa (ur. 1896)
- 1968:
  - Walter Brom, polski piłkarz, bramkarz (ur. 1921)
  - Nikolaus von Falkenhorst, niemiecki generał pułkownik, zbrodniarz wojenny (ur. 1885)
  - Józef Sipiński, polski malarz, aktor (ur. 1886)
- 1969 – Jerzy Zawieyski, polski pisarz, polityk, poseł na Sejm PRL (ur. 1902)
- 1971:
  - Thomas Gomez, amerykański aktor (ur. 1905)
  - Paul Karrer, szwajcarski chemik, wykładowca akademicki, laureat Nagrody Nobla (ur. 1889)
- 1972 – Milton Humason, amerykański aktor (ur. 1891)
- 1973:
  - Georges Bonnet, francuski polityk, dyplomata (ur. 1889)
  - Roger Delgado, brytyjski aktor (ur. 1918)
  - Theodor Krancke, niemiecki admirał (ur. 1893)
  - Steve Seymour, amerykański lekkoatleta, oszczepnik (ur. 1920)
  - Leonid Sosnin, radziecki polityk (ur. 1895)
- 1974:
  - George Parker, australijski lekkoatleta, chodziarz (ur. 1897)
  - Gieorgij Żukow, radziecki dowódca wojskowy, marszałek ZSRR, polityk (ur. 1896)
- 1975:
  - Hugo Bergmann, izraelski filozof, wykładowca akademicki, działacz syjonistyczny (ur. 1883)
  - Fajsal ibn Musa’id ibn Abd al-Aziz Al Su’ud, saudyjski emir, morderca (ur. 1944)
- 1976:
  - Karl Adam, niemiecki trener i teoretyk wioślarstwa, lekkoatleta, bokser (ur. 1912)
  - Miroslav Klásek, czeski wszechstronny lekkoatleta (ur. 1913)
- 1977 – Franco Rol, włoski kierowca wyścigowy (ur. 1908)
- 1978:
  - Czesław Borecki, polski funkcjonariusz organów bezpieczeństwa PRL (ur. 1922)
  - Dragoslav Mihajlović, jugosłowiański piłkarz (ur. 1906)
- 1979 – Gösta Brodin, szwedzki żeglarz sportowy (ur. 1908)
- 1980:
  - Terence Fisher, brytyjski reżyser, scenarzysta i montażysta filmowy (ur. 1904)
  - Kazimierz Kuratowski, polski matematyk, wykładowca akademicki (ur. 1896)
  - André Leducq, francuski kolarz szosowy i torowy (ur. 1904)
- 1982:
  - Saktagan Bäjyszew, radziecki polityk (ur. 1909)
  - Djuna Barnes, amerykańska pisarka (ur. 1892)
  - John Cheever, amerykański pisarz (ur. 1912)
  - Curd Jürgens, austriacki aktor pochodzenia niemiecko-francuskiego (ur. 1915)
  - Bohumír Lomský, czechosłowacki generał armii, polityk (ur. 1914)
  - Stefania Wortman, polska tłumaczka i wydawczyni literatury dziecięcej, bibliotekarka, krytyk literacki (ur. 1912)
- 1983:
  - Izydora Dąmbska, polska filozof, logik, epistemolog, wykładowczyni akademicka (ur. 1904)
  - Aleksander Podwapiński, polski franciszkanin konwentualny, zegarmistrz (ur. 1903)
- 1984 – Henryk Śliwowski, polski ekonomista, działacz partyjny i państwowy, wojewoda gdański (ur. 1920)
- 1985 – Marian Dąbrowski, polski aktor, wokalista (ur. 1900)
- 1986 – Stefan Pechcin, polski ślusarz, polityk, poseł na Sejm PRL (ur. 1927)
- 1987:
  - Bruce Marshall, brytyjski pisarz (ur. 1899)
  - Gieorgij Nisskij, rosyjski malarz (ur. 1903)
  - Pawieł Własow, radziecki przemysłowiec (ur. 1901)
- 1988 – E. Hoffmann Price, amerykański pisarz science fiction (ur. 1898)
- 1989 – Jacek Zwoźniak, polski piosenkarz, artysta kabaretowy, bard (ur. 1952)
- 1990:
  - Henryk Leliwa-Roycewicz, polski pułkownik kawalerii, jeździec sportowy (ur. 1898)
  - Ulli Melkus, niemiecki kierowca wyścigowy (ur. 1950)
  - Yun Bo-seon, południowokoreański polityk, prezydent Korei Południowej (ur. 1897)
- 1991:
  - Joan Caulfield, amerykańska aktorka, modelka (ur. 1922)
  - Zdeněk Pluhař, czeski pisarz (ur. 1913)
  - Julijonas Steponavičius, litewski duchowny katolicki, arcybiskup wileński (ur. 1911)
- 1992:
  - Mordechaj Ardon, izraelski artysta i malarz polskiego pochodzenia (ur. 1896)
  - Janusz Kruk, polski muzyk, kompozytor, wokalista i lider zespołu 2 plus 1 (ur. 1946)
- 1993 – Binjamin Awni’el, izraelski polityk (ur. 1906)
- 1994 – Anna Kunczyńska-Iracka, polska historyk sztuki (ur. 1934)
- 1996:
  - Tadeusz Dobrzański, polski kompozytor, dyrygent (ur. 1916)
  - Rif Saitgariejew, rosyjski żużlowiec pochodzenia tatarskiego (ur. 1960)
- 1997:
  - Lew Kopielew, rosyjski pisarz, literaturoznawca, historyk literatury (ur. 1912)
  - Neli Morawicka-Rudnicka, polska malarka (ur. 1914)
  - Héctor Yazalde, argentyński piłkarz (ur. 1946)
- 1998:
  - Leon Brudziński, polski polityk, poseł na Sejm PRL (ur. 1918)
  - Ernesto Grillo, argentyński piłkarz (ur. 1929)
  - Svein Heglund, norweski pilot wojskowy, as myśliwski (ur. 1918)
  - Ryszard Jadczak, polski filozof, historyk filozofii, wykładowca akademicki (ur. 1951)
  - Bogdan Migacz, polski hokeista (ur. 1948)
- 1999 – Aleksandr Matinczenko, radziecki podpułkownik lotnictwa, kosmonauta (ur. 1927)
- 2000:
  - Nancy Marchand, amerykańska aktorka (ur. 1928)
  - Boris Wasiljew, rosyjski kolarz torowy i szosowy (ur. 1937)
- 2001 – Paolo Emilio Taviani, włoski polityk (ur. 1912)
- 2002 – David García Ilundáin, hiszpański szachista (ur. 1971)
- 2003:
  - Larry Doby, amerykański baseballista (ur. 1923)
  - Konstanty Pociejkowicz, polski żużlowiec (ur. 1932)
  - Jack Standen, australijski kolarz torowy (ur. 1909)
- 2004:
  - Boris Batanow, rosyjski piłkarz, trener (ur. 1934)
  - Sałamat Mukaszew, radziecki i kazachski polityk (ur. 1927)
- 2005 – Zbigniew Kotański, polski geolog (ur. 1927)
- 2006:
  - Wiesława Kwiatkowska, polska dziennikarka (ur. 1936)
  - Vincent Sherman, amerykański reżyser filmowy (ur. 1906)
- 2007 – Vilma Espín, kubańska działaczka społeczna (ur. 1930)
- 2008 – Jean Delannoy, francuski reżyser filmowy (ur. 1908)
- 2009:
  - Hortensia Bussi, chilijska pierwsza dama (ur. 1914)
  - Luis Felipe Calderón, kubański siatkarz, trener (ur. 1952)
  - Carlos Candal, portugalski prawnik, polityk (ur. 1938)
  - Mihai Mocanu, rumuński piłkarz (ur. 1942)
  - Zygmunt Urbański, polski komandor (ur. 1943)
- 2010:
  - Waldemar Ciesielczyk, polski szermierz (ur. 1958)
  - Halina Gryglaszewska, polska aktorka (ur. 1917)
  - José Saramago, portugalski pisarz, laureat Nagrody Nobla (ur. 1922)
- 2011:
  - Ulrich Biesinger, niemiecki piłkarz (ur. 1933)
  - Jelena Bonner, rosyjska lekarka, obrończyni praw człowieka (ur. 1923)
  - Frederick Chiluba, zambijski polityk, prezydent Zambii (ur. 1943)
  - Clarence Clemons, amerykański muzyk, aktor (ur. 1942)
  - Karl Frei, szwajcarski gimnastyk (ur. 1917)
  - Brian Haw, brytyjski działacz pokojowy (ur. 1949)
  - Czesław Maj, polski pisarz, poeta (ur. 1923)
  - Marek Szufa, polski pilot, szybownik (ur. 1954)
- 2012:
  - Kazimierz Draczyński, polski generał brygady, rotmistrz kawalerii, uczestnik powstania warszawskiego (ur. 1909)
  - Alkietas Panagulias, grecki piłkarz, trener (ur. 1934)
  - Victor Spinetti, walijski aktor, pisarz, poeta, gawędziarz (ur. 1929)
- 2013:
  - Ołena Demydenko, ukraińska biathlonistka (ur. 1985)
  - Ramón Sáez, hiszpański kolarz szosowy (ur. 1940)
- 2014:
  - Stephanie Kwolek, amerykańska chemik, wynalaczyni pochodzenia polskiego (ur. 1923)
  - Horace Silver, amerykański pianista jazzowy, kompozytor (ur. 1928)
- 2015:
  - Gendos, tuwiński artysta szaman, muzyk (ur. 1965)
  - Heinz Vater, niemiecki językoznawca, wykładowca akademicki (ur. 1932)
- 2016:
  - Paul Cox, australijski reżyser, scenarzysta i producent filmowy (ur. 1940)
  - Carmen Susana Dujim Zubillaga, wenezuelska modelka, zdobywczyni tytułu Miss World (ur. 1936)
  - Vittorio Merloni, włoski przedsiębiorca, przemysłowiec (ur. 1933)
  - Mychajło Wyszywaniuk, ukraiński polityk (ur. 1952)
- 2017:
  - Zofia Pomian-Piętka, polska pisarka, poetka (ur. 1928)
  - Kazimierz Sobczyk, polski matematyk, wykładowca akademicki (ur. 1939)
- 2018:
  - Walter Bahr, amerykański piłkarz, trener pochodzenia niemieckiego (ur. 1927)
  - Big Van Vader, amerykański wrestler (ur. 1955)
  - Paul Gratzik, niemiecki pisarz (ur. 1935)
  - Kazuo Kashio, japoński przedsiębiorca (ur. 1929)
  - XXXTentacion, amerykański raper (ur. 1998)
- 2019:
  - Stephen Blaire, amerykański duchowny katolicki, biskup Stockton (ur. 1941)
  - Maria Giuseppa Robucci-Nargiso, włoska superstulatka (ur. 1903)
- 2020:
  - Tibor Benedek, węgierski piłkarz wodny (ur. 1972)
  - Arturo Chaires, meksykański piłkarz (ur. 1937)
  - Siergiej Chruszczow, rosyjski inżynier, historyk, politolog (ur. 1935)
  - Vera Lynn, brytyjska piosenkarka (ur. 1917)
  - Jules Sedney, surinamski ekonomista, polityk, minister finansów i premier Surinamu (ur. 1922)
- 2021:
  - Giampiero Boniperti, włoski piłkarz, polityk, eurodeputowany (ur. 1928)
  - Gift of Gab, amerykański raper, członek zespołu Blackalicious (ur. 1971)
  - Mitrofan (Jurczuk), ukraiński duchowny prawosławny, biskup, metropolita ługański i alczewski (ur. 1962)
  - Sławomir Świstek, polski piłkarz (ur. 1968)
  - Krzysztof Zakrzewski, polski aktor (ur. 1949)
- 2022:
  - Uffe Ellemann-Jensen, duński ekonomista, polityk (ur. 1941)
  - Marie-Rose Gaillard, belgijska kolarka szosowa (ur. 1944)
  - Werner Heine, niemiecki piłkarz (ur. 1935)
  - Rémi Sainte-Marie, kanadyjski duchowny katolicki, biskup Dedza, arcybiskup Lilongwe (ur. 1938)
  - Erich Zielke, niemiecki judoka (ur. 1936)
- 2023:
  - Piotr Golema, polski dyplomata, urzędnik państwowy (ur. 1960)
  - Hamish Harding, brytyjski przedsiębiorca, pilot, badacz i turysta kosmiczny (ur. 1964)
  - Krzysztof Olesiński, polski basista rockowy, członek zespołu Maanam (ur. 1953)
  - Stockton Rush, amerykański przedsiębiorca, inżynier, pilot, współzałożyciel i dyrektor generalny firmy OceanGate (ur. 1962)
  - Cornel Țăranu, rumuński kompozytor (ur. 1934)
  - Jolanta Wadowska-Król, polska pediatra (ur. 1939)
- 2024:
  - Anouk Aimée, francuska aktorka (ur. 1932)
  - Stojan Andow, macedoński ekonomista, polityk, przewodniczący Zgromadzenia Republiki Macedonii (ur. 1935)
  - Willie Mays, amerykański baseballista (ur. 1931)
  - Daniel Patrick Reilly, amerykański duchowny katolicki, biskup Norwich i Worcester (ur. 1928)
  - Karol Toeplitz, polski filozof, etyk, tłumacz, wykładowca akademicki (ur. 1936)
  - Franjo Vladić, bośniacki piłkarz (ur. 1950)
- 2025:
  - Annika Åhnberg, szwedzka pracowniczka socjalna, polityk, minister rolnictwa (ur. 1949)
  - Thabet Al Mekko, iracki duchowny chaldejski, biskup Alkusz (ur. 1976)
  - Braulio Musso, chilijski piłkarz (ur. 1930)
  - Mark Peploe, brytyjski reżyser i scenarzysta filmowy (ur. 1943)